# Phareus
Genre
Synonymes
- Liophareus Mello-Leitão, 1940
- Colomphareus Goodnight & Goodnight, 1943
- Allophareus Roewer, 1963

Phareus est un genre d'opilions laniatores de la famille des Stygnidae.

## Distribution
Les espèces de ce genre sont endémiques de Colombie.

## Liste des espèces
Selon World Catalogue of Opiliones (05/10/2021) :
- Phareus antrophilus Villarreal & Rodríguez-Torres, 2006
- Phareus raptator (Gervais, 1844)

## Publication originale
- Simon, 1879 : « Essai d'une classification des Opiliones Mecostethi. Remarques synonymiques et descriptions d'espèces nouvelles. Première partie. » Annales de la Société Entomologique de Belgique, vol. 22, p. 183–241 (texte intégral).